# Pour la révolution mexicaine
Pour la révolution mexicaine (titre original : The Mexican) est une nouvelle américaine de Jack London publiée en 1911.

## Historique
Boxeur lui-même, Jack London a écrit deux romans sur la boxe : Le Jeu du ring (The Game) et La Brute des cavernes (The Abysmal Brute), ainsi que deux nouvelles : Le Bifteck (A Piece of Steak) et Pour la révolution mexicaine (The Mexican).
La nouvelle s'inspire de la vie de "Joe Rivers", pseudonyme d'un révolutionnaire mexicain dont les gains de boxe supportaient la Junte Revolucionaria Mexicana, un groupe de révolutionnaires en exil. Joe Rivers s'est finalement retiré de la boxe pour devenir livreur de glace à El Paso.
La nouvelle est publiée initialement dans The Saturday Evening Post, en août 1911, avant d'être reprise dans le recueil The Night-Born en octobre 1912.

## Résumé
Pour nourrir la Révolution, la junte s'était épuisée. Le dernier dollar avait été dépensé; il manquait cinq mille dollars pour commander des fusils et des munitions. Felipe Rivera, qui boxe dans le circuit local, décide de se battre avec le célèbre boxeur Danny Ward pour gagner ces cinq mille dollars nécessaires à la junte. Cette fois, pas de cagnotte au pourcentage, "le gagnant ramasse tout"...

## Éditions

### Éditions en anglais
- The Mexican, dans The Saturday Evening Post, Londres, périodique, 19 août 1911.
- The Mexican, dans le recueil The Night-Born, un volume chez The Century Co, New York, octobre 1912.

### Traductions en français
- La Flamme au cœur, traduction de Louis Postif, in La Lumière, périodique, mars 1937.
- Pour la révolution mexicaine, traduction de Louis Postif, in Les Temps maudits, recueil, U.G.E., 1973.
- Le Mexicain, traduit par Clara Mallier, Gallimard, 2016[1].
- Le Mexicain, traduit par Philippe Mortimer, Libertalia, 2017.

## Adaptations
- The Fighter, film de Herbert Kline, produit par Alex Gottlieb, distribué par United Artists, mai 1952.
- The Mexican (en russe : Meksikanets, Мексиканец), film soviétique réalisé par Vladimir Kaplounovski (ru) et sorti en 1955.

## Sources
- « Bibliographie de Jack London », sur jack-london.fr (consulté le 14 avril 2024)
- Notice n°: FRBNF40995129 de la BnF.

- (en) Cet article est partiellement ou en totalité issu de l’article de Wikipédia en anglais intitulé « The Mexican (short story) » (voir la liste des auteurs).